# مقاطعة هيرد (جورجيا)
مقاطعة هيرد (بالإنجليزية: Heard County)‏ هي إحدى المقاطعات في ولاية جورجيا في الولايات المتحدة الأمريكية.

## أعلام
- جيمس ك. ديفيس